# Twitch
Twitch je američka internetska usluga za video prijenos uživo osnovana 2011. godine. Twitch je poglavito orijentiran oko prijenosa videoigara, uključujući natjecanja ESporta, ali je rastom popularnosti obuhvatio i žanrove glazbenih prijenosa, kreativnih projekata i prijenosa »u stvarnom životu« (eng. IRL stream). Twitchem upravlja tvrtka Twitch Interactive, podružnica Amazon.com, Inc. Predstavljen je u lipnju 2011. odvajanjem od mrežne stranice Justin.tv uslijed porasta popularnosti prijenosa videoigara. Prijenose se na stranici može gledati uživo ili putem videa na zahtjev. Igre prikazane na početnoj stranici Twitcha navedene su prema zanimanju publike i uključuju žanrove poput strateških igrara u stvarnom vremenu (eng. Real-Time Strategy, RTS), borbene igre, trkaće igre i pucačine iz prvog lica.
Popularnost Twitcha zasjenila je popularnost njegove izvorišne mrežne stranice. U listopadu 2013. godine, Twitch je imao ukupno 45 milijuna gledatelja, a veljače 2014. godine smatran je četvrtim najvećim izvorom internetskog prometa u SAD-u. Istovremeno je matična tvrtka Justin.tv-a preimenovana u Twitch Interactive kako bi predstavljala promjenu fokusa, a Justin.tv ugašen je u kolovozu 2014. godine. Tog je mjeseca uslugu kupio Amazon za 970 milijuna američkih dolara, što je kasnije dovelo do uklapanja kompanijskog pretplatničkog servisa Amazon Prime u funkcije Twitcha.
Godine 2015. Twitch je imao više od 100 milijuna gledatelja mjesečno, a 2017. je godine postao vodeća usluga za internetski prijenos videoigara uživo u SAD-u te imao prednost u odnosu na YouTube Gaming, koji je zatvorio svoju samostalnu aplikaciju u svibnju 2019. godine. U veljači 2020. godine imao je tri milijuna prenositelja mjesečno i 15 milijuna aktivnih korisnika dnevno, s 1,4 milijuna istodobnih korisnika u prosjeku. U svibnju 2018. godine Twitch je imao preko 27 000 partnerskih kanala, odnosno prenositelja koji su potpisali ugovor s uslugom. U listopadu 2023. godine Twitch je bio 37. najposjećenija mrežna stranica na svijetu, a 20,26 % prometa dolazilo je iz SAD-a, zatim 7,08 % iz Njemačke i 5,49 % iz Južne Koreje. Krajem 2023. Twitch je objavio da od 2024. godine više neće biti dostupan u Južnoj Koreji zbog korejskih mrežnih naknada, navodeći previsoke troškove.